# Lunda Sul
Lunda Sul er en provins i Angola. Den har et areal på 77.637 km2
og et befolkningstal på 537.587 (2014) indbyggere. Saurimo er hovedbyen i provinsen.